# International Fantasy Award
International Fantasy Award var ett litterärt pris som delades ut årligen till den bästa science fiction- eller fantasy-boken under åren 1951–1957.

## Vinnarna
- 1951 Skönlitteratur: Earth Abides av George R. Stewart. Faktabok: The Conquest of Space av Willy Ley och Chesley Bonestell
- 1952 Skönlitteratur: Fancies And Goodnights av John Collier. Faktabok: The Exploration of Space av Arthur C. Clarke
- 1953 Skönlitteratur: City av Clifford D. Simak. Faktabok: Lands Beyond av L. Sprague de Camp och Willy Ley
- 1954 Skönlitteratur: More Than Human av Theodore Sturgeon
- 1955 Skönlitteratur: A Mirror for Observers av Edgar Pangborn
- 1956 Ingen utdelning
- 1957 Skönlitteratur: The Lord of the Rings av J. R. R. Tolkien